# Gabriel Briard
Gabriel Briard (1715 – 1777) è stato un pittore francese.

## Biografia
Gabriel Briard fu un pittore ritrattista e paesaggista. Fu il maestro di Jean-Louis de Marne e di Élisabeth Vigée Le Brun.

Conobbe bene Gabriel-François Doyen, celebre pittore a lui contemporaneo, perché ambedue erano stati allievi del medesimo maestro. Nel 1749 vinse il Prix de Rome
e soggiornò quindi a Villa Medici dal 1753 al 1757, visitando poi l'Italia prima di ritornare a Parigi.
Briard fu eletto membro dell'Accademia reale di pittura nel 1768.  Fu comunque giudicato dalla critica un artista "mediocre", noto in particolare per le sue qualità di disegnatore e per il fatto di possedere un atelier al Louvre. Morì nel 1777.

## Alcune opere
- Les âmes du Purgatoire, (1761), dipinto per l'altare della cappella delle aime del Purgatorio della chiesa di Sainte-Marguerite a Parigi. In situ.
- Vénus donnant le bouclier à Énée, collezione privata.
- La Résurrection du Christ, (1765) commissionato per il coro della cattedrale di Castres da Monsignor de Barral. In situ.
- Vénus et Cupidon, Ema Gordon Klabin Cultural Foundation.
- Les Noces de Psyché, soffitto della Biblioteca Imperiale di Parigi.
- Olympe assemblé, soffitto della sala del banchetto reale di Versailles.
- Les Plaisirs de la campagne
- Herminie au milieu des bergers
- Un mort ressuscité sur le tombeau d’Élisée